# Polyphenylsulfone
Polyphenylsulfone (PPSF hoặc PPSU) là một loại polymer hiệu suất cao thường bao gồm các vòng thơm được liên kết bởi các nhóm sulfone (SO2).

## Sản xuất
Các polysulfon quan trọng về mặt thương mại được chuẩn bị bằng cách ngưng tụ sulfone 4,4'-bis (chlorophenyl) với các bisphenol khác nhau. Hai bisphenol cho ứng dụng này là bisphenol A (polymer được gọi là PSF) và 4,4'-bis (4-hydroxyphenyl) sulfone (polymer được gọi là PES).

## Ứng dụng
Đây là những loại nhựa có thể đúc được thường được sử dụng trong các ứng dụng tạo mẫu nhanh và sản xuất nhanh (sản xuất kỹ thuật số trực tiếp). Polyphenylsulfone là một loại vật liệu chịu nhiệt và hóa chất phù hợp cho các ứng dụng ô tô, hàng không vũ trụ và ống nước. Polyphenylsulfone không có điểm nóng chảy, phản ánh tính chất vô định hình của nó, và cung cấp độ bền kéo lên đến 55 MPa (8000 psi). Tên thương mại của nó là Radel.  Trong các ứng dụng đường ống dẫn nước, phụ kiện polyphenylsulfone đã được tìm thấy đôi khi tạo thành các vết nứt sớm hoặc trải nghiệm thất bại khi lắp đặt không đúng cách sử dụng các phương pháp hoặc hệ thống lắp đặt không được nhà sản xuất phê duyệt.